# Frafra (peuple)
Pour les articles homonymes, voir Frafra.
Les Frafra sont une population d'Afrique de l'Ouest vivant au nord du Ghana et au sud du Burkina Faso. Agriculteurs sédentaires, ils vivent essentiellement de la culture céréalière de tubercules.

## Ethnonymie
Selon les sources et le contexte, on observe différentes formes : Farefare, Gurenne, Gurense, Gursi, Nankanse, Ninkare.

## Langue
Leur langue est le frafra (ou farefare, ou gurenne) dont le nombre total de locuteurs a été estimé à 845 100.